# Imaginaerum
Imaginaerum – siódmy studyjny album nagrany przez fiński zespół Nightwish. Początkowo miał być wydany na początku 2012, jednak premierę przyspieszono i ukazał się 30 listopada 2011 w Finlandii, a 2 grudnia w pozostałej części Europy. Jest to album koncepcyjny. Opowiada historię starego kompozytora na łożu śmierci, wspominającego swoją młodość. Album był tworzony razem z filmem o tym samym tytule, reżyserowanym przez Stobe Harju, który wcześniej reżyserował także teledysk do piosenki The Islander.
Nagrania w Polsce uzyskały status złotej płyty.

## Prace nad albumem

### Pierwsze plany
W czerwcu 2009 roku fiński magazyn Soundi zachęcił kompozytora Tuomasa Holopainena do rozpoczęcia pracy nad nowym albumem zespołu. W październiku 2009 roku krążyły plotki, że nowy album zespołu będzie nosił nazwę Wind Embraced, ale wokalistka Anette Olzon powiedziała, że „to nie jest prawdą”, a piosenki do nowego albumu nie są jeszcze gotowe, z wyjątkiem trzech, napisanych przed majem 2009. Holopainen w wywiadzie z 2010 roku powiedział: „Nie mogę wam zdradzić nic więcej poza tym, że nowy album będzie nieco zakręcony”.
1 lutego 2010 Anette Olzon napisała na swoim blogu, że Holopainen ma już gotowych dziewięć piosenek do nowego albumu. Napisała także, że w lecie zespół spotka się, by nagrać demo, a słuchacze nie powinni się spodziewać niczego przed końcem 2011 roku. W kwietniu 2010 Holopainen zdradził, że skończył pisać piosenki do albumu Imaginaerum.

### Próby
17 lipca 2010 na stronie internetowej zespołu Holopainen napisał, że zespół (poza Anette Olzon, która wówczas była w ciąży) zebrał się na próby piosenek w Sävi, a do tej pory dwanaście utworów było w pełni ukończonych, mimo że teksty nie były do końca pewne. Zaznaczył również, że 15 października 2010 zbiorą się w studiu, by rozpocząć nagrania. 6 listopada 2010 Olzon dołączyła do prób i zaczęła przygotowywać się do nagrań demonstracyjnych. Napisała również, że wokal do nowego albumu będzie nagrywany w marcu 2011.
Jukka Nevalainen zaczął nagrywać bębny i perkusję do nowego albumu w październiku 2010, gdy Emppu Vuorinen zaczął nagrywać gitarę elektryczną.

### Informacje przed publikacją
Pod koniec 2010 zespół napisał, że więcej informacji na temat zawartości albumu będą ujawnione pod koniec stycznia 2011, ale 1 lutego 2011 na stronie internetowej zespołu pojawiło się oświadczenie Tuomasa Holopainena mówiące, że w związku ze zmianą harmonogramu nie może jeszcze podać tylu szczegółów, ile chciał, a więcej informacji pojawi się w ciągu kilku miesięcy. W tym samym oświadczeniu zostało ujawnione to, że album ten będzie albumem tematycznym i „zmiany nastroju wydają się bardziej obecne niż kiedykolwiek”, a orkiestrowe dema, które otrzymał od Pipa Williamsa, zostały opisane jako „piękne, zakręcone oraz filmowe”.
10 lutego 2011 Nightwish ogłosił, że tytułem nowego albumu będzie Imaginarium, jednak 31 sierpnia na swojej stronie zadeklarowali zmianę nazwy na Imaginaerum. Podając pierwszą wersję tytułu, zadeklarowali również, że zespół będzie przygotowywał film oparty na albumie muzycznym, który będzie wydany w roku 2012 z reżyserią Stobe Harju, który wcześniej reżyserował także teledysk do piosenki The Islander.
23 lutego 2011 na stronie internetowej zespołu zostały opublikowane trzy wywiady: jeden z kompozytorem Tuomasem Holopainenem, drugi z reżyserem Stobe Harju, a trzeci z producentem Markusem Selinem. Holopainen ujawnił pochodzenie projektu oraz to, że Nightwish pojawi się jako zespół w filmie, chociaż nie w znaczącej roli.
18 listopada 2011 na stronie internetowej zespołu ukazała się odpowiedź Nightwish na opublikowanie przez Amazon.com listy fragmentów utworów. Zespół odradził słuchania ich.

## Zawartość albumu

### Lista utworów
9 września 2011 zespół podał na swojej oficjalnej stronie listę utworów, które będzie zawierał nowy album. Są nimi:
1. Taikatalvi (muz. Tuomas Holopainen, sł.Holopainen) – 2:35
2. Storytime (muz. Holopainen, sł. Holopainen) – 5:22
3. Ghost River (muz. Holopainen, sł. Holopainen) – 5:28
4. Slow, Love, Slow (muz. Holopainen, sł. Holopainen) – 5:50
5. I Want My Tears Back (muz. Holopainen, sł. Holopainen) – 5:07
6. Scaretale (muz. Holopainen, sł. Holopainen) – 7:32
7. Arabesque (muz. Holopainen) – 2:57
8. Turn Loose The Mermaids (muz. Holopainen, sł. Holopainen) – 4:20
9. Rest Calm (muz. Holopainen, sł. Holopainen) – 7:02
10. The Crow, The Owl And The Dove (muz. Marco Hietala, sł. Hietala) – 4:10
11. Last Ride Of The Day (muz. Holopainen, sł. Holopainen) – 4:32
12. Song Of Myself (muz. Holopainen, sł. Holopainen) – 13:37
13. Imaginaerum (muz. Holopainen) – 6:18

### Opis muzyki
Album został opisany jako naturalny rozwój albumu Dark Passion Play, inspirowany głównie muzyką filmową. Zarówno jak w Dark Passion Play, Once i Century Child, w albumie znalazły się kompozycje z partiami orkiestrowymi. Orkiestrą zarządzał Pip Williams. Basista Marco Hietala stwierdził, że album jest cięższy od poprzedniego. Holopainen wymienił trzech twórców mających największy wpływ na muzykę z albumu: Tim Burton, Neil Gaiman i Salvador Dalí. Muzycznie zainspirowali go m.in. Hans Zimmer, Danny Elfman, Ennio Morricone, Christy Moore, Van Halen i Pantera.
Jednym z utworów (nazwanym „marszem żałobnym”) muzycy nawiązali do doom metalu zespołów Paradise Lost i My Dying Bride. „Song Of Myself”, skomponowany z inspiracji twórczością Walta Whitmana, miał zostać najdłuższym utworem zespołu (ok. 20 minut, poprzednio najdłuższym utworem był „The Poet and the Pendulum” trwający prawie 14 minut). „Song Of Myself” miało być podzielone na rozdziały (podobnie jak „The Poet and the Pendulum”). Jednak w wywiadzie na swojej stronie Holopainen stwierdził, że bardziej naturalne będzie podzielić je na dwa osobne utwory: pierwszy o długości ok. 14, zaś drugi – ok. 6 minut.
Akustyczny utwór został nazwany „a Moomin Valley Christmas carol”. Piosenka odwołująca się do „the Nukkumatti song” (nukkumatti to fińska wersja piaskuna) została opisana jako „uderzający, zakręcony i pozbawiony refrenu pociąg-widmo, który z pewnością wywoła uśmiech na twojej twarzy. Przynajmniej tak zrobił każdy, kto jej słyszał”. O innym utworze Holopainen wypowiedział się w ten sposób: „coś zupełnie innego od wszystkiego, co do tej pory zrobiliśmy. Każdy z nas musi znaleźć nowe metody gry na naszych instrumentach i zaśpiewać tę piosenkę. Niesamowicie trudna i rozszerzająca umysł piosenka”.

## Imaginaerum World Tour
Tak jak wcześniej, zespół chce wypromować album poprzez koncerty na całym świecie. 14 marca 2011 roku zespół na swojej oficjalnej stronie oznajmił, że Imaginaerum World Tour startuje z Los Angeles 21 stycznia 2012 roku.

## Skład

### Zespół
- Anette Olzon – wokal
- Tuomas Holopainen – keyboard, pianino, organy Hammonda
- Erno Vuorinen – gitara
- Jukka Nevalainen – bębny, perkusja
- Marco Hietala – gitara basowa, wokal wspierający
- Troy Donockley – piszczałki, flety

### Gościnnie
- London Philharmonic Orchestra – orkiestra i chóry
- Kai Hahto – bębny